# Gary Hall Sr.
Gary Hall Sr. (ur. 7 sierpnia 1951 w Fayetteville) – amerykański pływak, trzykrotny medalista Igrzysk Olimpijskich.
Były czterokrotny rekordzista świata: 200 m stylem motylkowym, 200 m stylem zmiennym oraz 400 m stylem zmiennym (dwukrotnie).
Obecnie pracuje w Phoenix jako okulista.
Jego syn – Gary Hall Jr. również jest multimedalistą olimpijskim w pływaniu.